# 東京外環自動車道
東京外環自動車道（とうきょうがいかんじどうしゃどう、英語: （TOKYO-）GAIKAN EXPWY）は、東京都世田谷区東名ジャンクションから、埼玉県を経由し、千葉県市川市高谷の高谷ジャンクションに至る高速道路の道路名である。略称は東京外環道（とうきょうがいかんどう）、外環道、東京外環、外環など。全線が大都市近郊区間に指定されている。
高速道路ナンバリングによる路線番号は、「C3」が割り振られている。

## 概要
都心から約15キロメートル (km) の圏域を環状に連絡する道路である東京外かく環状道路の自動車専用道路として供用されている区間であり、並行する一般部の国道298号と併せて東京外かく環状道路を構成する。
「東京外かく環状道路」は高速道路部と一般道路部の総称であり、「東京外環自動車道」は供用中の高速道路部の路線名である。どちらも「外環」あるいは「外環道」と略称される。建設中区間の名称は、一般道路部および高速道路部の東名JCT（仮称）- 中央JCT（仮称）については「東京外かく環状道路」となっており、高速道路部の中央JCT（仮称） - 大泉JCT間については「東京外環自動車道」となっている（ただしこれらの区間についても「東京外かく環状道路」となっている場合もある）。
都市計画法に基づく都市計画道路名称は、東京都内は東京都市計画道路都市高速道路外郭環状線、埼玉県内は各都市計画区域（和光・戸田・さいたま・川口・草加）とも高速外環状道路である。
現在、国土交通省と東京都とNEXCOが共同で建設・整備を行い、開通区間についてはNEXCO東日本が管理を行っている。

### 政令上の正式な路線名
東京外環自動車道とは一般向け案内に用いられる道路名であり、高速自動車国道の路線を指定する政令で指定されている路線名ではない。政令上の正式な路線名は、下記のように複数の高速自動車国道の一部ということになっている。
- 中央自動車道富士吉田線、西宮線、長野線：東名JCT（仮称） - 中央JCT（仮称）
- 関越自動車道新潟線、上越線：中央JCT（仮称） - 大泉JCT
- 東北縦貫自動車道、常磐自動車道、東関東自動車道水戸線重複：大泉JCT - 川口JCT
- 常磐自動車道、東関東自動車道水戸線重複：川口JCT - 三郷JCT
- 東関東自動車道水戸線：三郷JCT - 高谷JCT

## インターチェンジなど
- IC番号欄の背景色が■である部分については道路が供用済みの区間を示している。また、施設名欄の背景色が■である部分は施設が供用されていない、または完成していないことを示す。未開通区間の名称は仮称。
- スマートインターチェンジ (SIC) 等のETC専用ICは背景色を■で示す。
- 松戸IC付近 - 市川南IC付近は半地下区間でトンネルがある箇所もあるが、危険物積載車両でも通行可能である。
- 当路線は高谷JCTをそのまま南下し、第二湾岸(調査中)と接続する計画がある(首都圏の3環状9放射の高速道路計画による[4])。

| IC 番号                                     | 施設名                     | 接続路線名                                                       | 起点 から (km) | 備考 | 所在地        | 所在地        |
| ------------------------------------------- | -------------------------- | ---------------------------------------------------------------- | -------------- | --- | ------------- | ------------- |
| C3 東京外かく環状道路（東京区間）（事業中） |                            |                                                                  |                | |               |               |
| 50                                          | 大泉IC/JCT                 | 都道24号練馬所沢線 E17 関越自動車道                              | 0.0            | 関越道のIC番号およびJCT番号は「2」                                                                                          | 東京都 練馬区 | 東京都 練馬区 |
| 51                                          | 和光IC                     | 県道88号和光インター線 国道254号（川越街道）                     | 3.2            | | 埼玉県        | 和光市        |
| -                                           | 新倉PA                     | -                                                                | 5.1            | PA内でUターンが可能 「和光SA化」構想あり                                                                                    | 埼玉県        | 和光市        |
| 52                                          | 和光北IC                   | 国道298号 国道254号（和光富士見バイパス） 県道88号和光インター線 | 5.3            | | 埼玉県        | 和光市        |
| 53                                          | 戸田西IC                   | 国道298号                                                        | 7.4            | 大泉JCT方面への入口、 大泉JCT方面からの出口のみ 出口は非ETC車利用可                                                         | 埼玉県        | 戸田市        |
| 60                                          | 美女木JCT                  | 首都高速池袋線 首都高速埼玉大宮線                                | 8.3            | ランプ内に信号機あり | 埼玉県        | 戸田市        |
| 61                                          | 戸田東IC                   | 国道298号                                                        | 9.7            | 高谷JCT方面への入口、 高谷JCT方面からの出口のみ 出口は非ETC車利用可                                                         | 埼玉県        | 戸田市        |
| 62                                          | 外環浦和IC                 | 国道298号                                                        | 12.1           | 高谷JCT方面への入口、 高谷JCT方面からの出口のみ                                                                             | 埼玉県        | 川口市        |
| 63                                          | 川口西IC                   | 国道298号                                                        | 13.8           | 大泉JCT方面への入口、 大泉JCT方面からの出口のみ                                                                             | 埼玉県        | 川口市        |
| 64                                          | 川口中央IC                 | 国道298号                                                        | 16.6           | 高谷JCT方面への入口、 高谷JCT方面からの出口のみ                                                                             | 埼玉県        | 川口市        |
| 70                                          | 川口JCT                    | 首都高速川口線 E4 東北自動車道                                   | 17.5           | 東北道のJCT番号は「1」 | 埼玉県        | 川口市        |
| 71                                          | 川口東IC                   | 国道298号                                                        | 18.8           | 高谷JCT方面への入口、 高谷JCT方面からの出口のみ 出口は非ETC車利用可                                                         | 埼玉県        | 川口市        |
| 72                                          | 草加IC                     | 国道298号 国道4号（草加バイパス）                                | 22.2           | | 埼玉県        | 草加市        |
| -                                           | 外環八潮PA/SIC/草加八潮JCT | 東埼玉道路（事業中）                                             | 25.8           | 分岐準備あり PAは事業中で2030年度供用開始予定 SICは事業中 JCTの設置時期は未定                                               | 埼玉県        | 八潮市        |
| 74                                          | 外環三郷西IC               | 国道298号 県道67号葛飾吉川松伏線                                 | 28.2           | 大泉JCT方面への入口、 大泉JCT方面からの出口のみ                                                                             | 埼玉県        | 三郷市        |
| 80                                          | 三郷JCT                    | 首都高速三郷線 E6 常磐自動車道                                   | 29.4           | 常磐道のJCT番号は「1」 | 埼玉県        | 三郷市        |
| 81                                          | 三郷中央IC                 | 国道298号                                                        | 30.8           | 高谷JCT方面への入口、 高谷JCT方面からの出口のみ                                                                             | 埼玉県        | 三郷市        |
| 82                                          | 三郷南IC                   | 国道298号 県道295号松戸三郷線                                    | 33.5           | 大泉JCT方面への入口、 大泉JCT方面からの出口のみ 出口は非ETC車利用可                                                         | 埼玉県        | 三郷市        |
| 83                                          | 松戸IC                     | 国道298号 県道1号市川松戸線                                      | 38.9           | 高谷JCT方面への入口、 高谷JCT方面からの出口のみ 2025年9月2日0時より入口料金所がETC専用化（予定）。                          | 千葉県        | 松戸市        |
| -                                           | 北千葉JCT                  | 北千葉道路（事業中）                                             | 39.8           | 設置時期は未定、分岐準備あり                                                                                                | 千葉県        | 市川市        |
| 85                                          | 市川北IC                   | 国道298号 県道264号高塚新田市川線                                | 41.0           | 大泉JCT方面への入口、 大泉JCT方面からの出口のみ IC傍に道の駅いちかわ設置 2025年9月2日0時より入口料金所がETC専用化（予定）。 | 千葉県        | 市川市        |
| 86                                          | 市川中央IC                 | 国道298号                                                        | 44.4           | 高谷JCT方面への入口、 高谷JCT方面からの出口のみ 2025年9月2日0時より入口料金所がETC専用化（予定）。                          | 千葉県        | 市川市        |
| 90                                          | 京葉JCT                    | E14 京葉道路                                                     | 45.6           | 高谷JCT方面⇔宮野木JCT方面ランプは事業中 京葉道路のJCT番号は「1-1」                                                          | 千葉県        | 市川市        |
| 91                                          | 市川南IC                   | 国道298号 国道357号                                              | 47.4           | 大泉JCT方面への入口、 大泉JCT方面からの出口のみ 2025年9月2日0時より入口料金所がETC専用化（予定）。                          | 千葉県        | 市川市        |
| 92                                          | 高谷JCT                    | 首都高速湾岸線 E51 東関東自動車道                                | 49.0           | 東関東道のJCT番号は「1」 | 千葉県        | 市川市        |

## 歴史

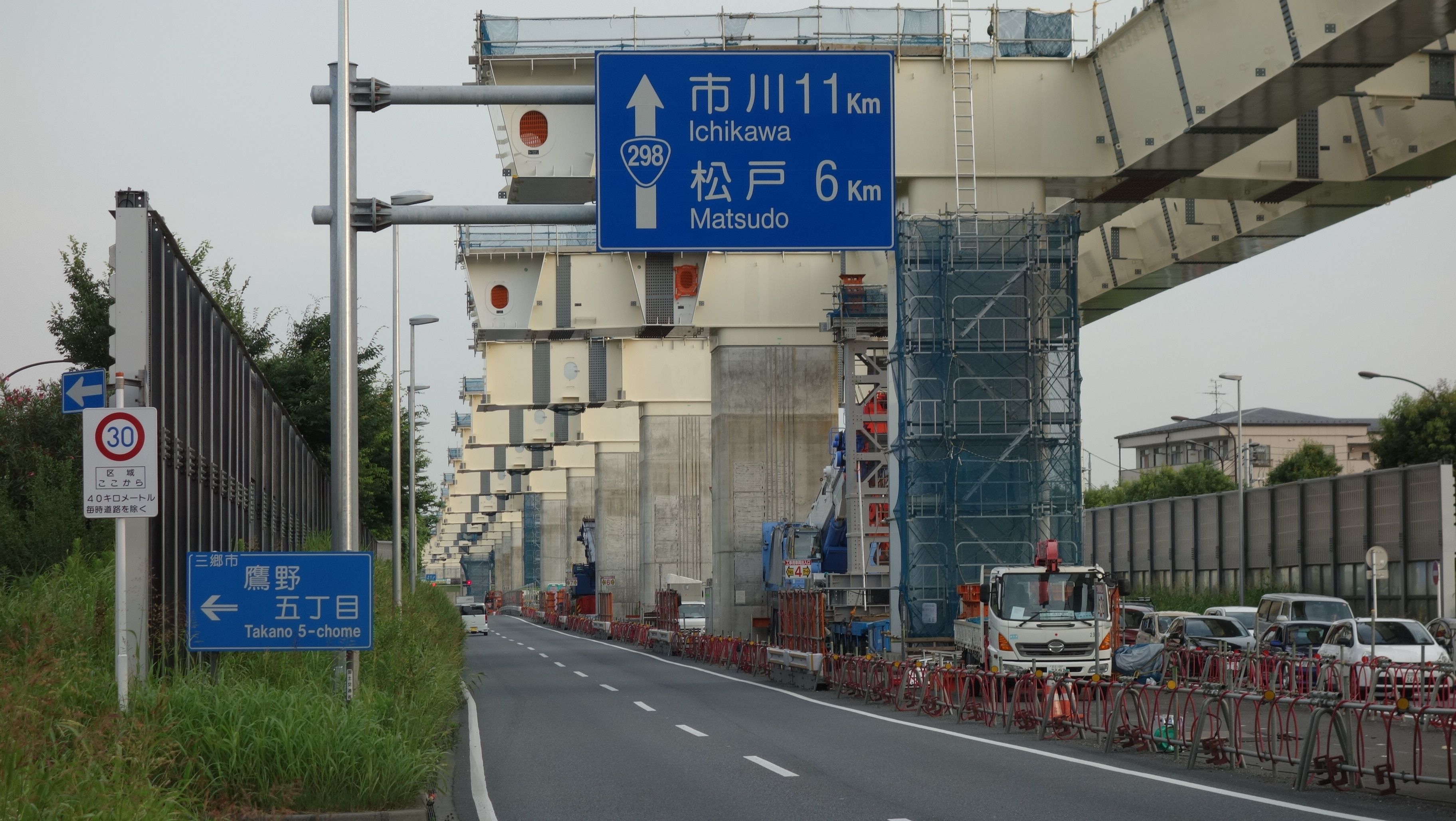
三郷南IC-高谷JCT間の建設現場（2014年7月撮影）

- 1992年（平成4年）11月27日 : 和光IC - 三郷JCT間26.2 km開通、川口JCTで東北自動車道・首都高速川口線、三郷JCTで常磐自動車道・首都高速6号三郷線と接続[12]。
- 1993年（平成5年）10月26日 : 美女木JCTで首都高速5号池袋線と接続。
- 1994年（平成6年）3月30日 : 大泉IC - 和光IC間3.4 kmが開通、大泉JCTで関越自動車道と接続[13]。和光北IC開通。
- 1998年（平成10年）5月18日 : 美女木JCTで首都高速埼玉大宮線と接続、美女木JCTの池袋線 → 外環道外回りランプ供用開始。
- 2005年（平成17年）
  - 2月25日 : 大泉JCTの外環道内回り → 関越道ランプ2車線化。
  - 11月27日 : 三郷JCT - 三郷南IC間4.1 kmが開通[14]。
- 2016年（平成28年）11月30日 : 大泉JCTの外環道内回り→関越自動車道下りへのランプウェイ経路が変更される。本線から直接接続路へと進んでいたものを出口ランプと途中まで共有する線形となる[15]。
- 2018年（平成30年）6月2日 : 三郷南IC - 高谷JCT間15.5 kmが開通、京葉道路と接続する京葉JCT、東関東自動車道・首都高速湾岸線と接続する高谷JCTと三郷中央IC供用開始[16][17]。

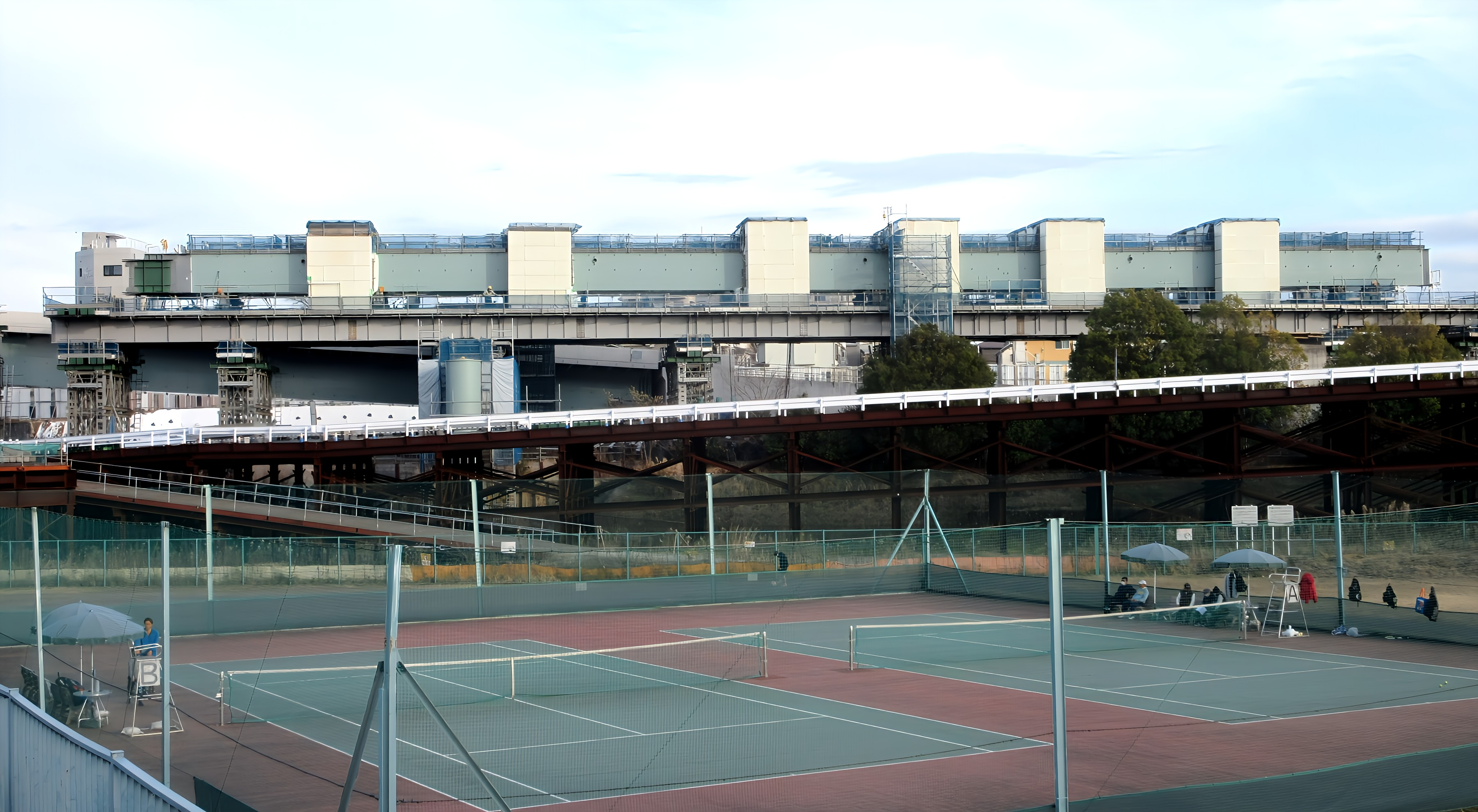
大泉JCT付近での延伸工事(2023年1月17日)

- 2022年（令和4年）4月1日 :戸田西IC・戸田東ICの入口料金所がETC専用となる[18]。
- 2024年（令和6年）10月1日 :川口東IC・三郷南ICの入口料金所がETC専用となる[19]。

### 開通予定年度
東京外かく環状道路として事業中・計画中。
- 東名JCT以南 : 未定（調査中）
- 東名JCT - 大泉JCT : 未定（事業中）
- 外環八潮PA : 2030年度[5]
- 外環八潮SIC : 未定（事業中[6]）
- 草加八潮JCT : 未定（事業中）
- 北千葉JCT : 未定（事業中[8]）
- 京葉JCTのBランプとGランプ : 未定（事業中）

### 東京外環自動車道の整備効果
環状道路は、通過交通の都心部への流入を抑制し、慢性的な渋滞が発生していた都心部の都市機能を再生する効果や、災害や事故等で一部区間が不通になっても迂回路を確保できる効果など、多くの機能と効果がある。2018年6月2日には三郷南IC - 高谷JCT間（千葉区間）が開通し、4つの放射道路（東関東道・常磐道・東北道・関越道）が当自動車道経由で結ばれ、外環の約6割が完成した。
国土交通省は外環道について、沿線に立地する物流施設が約5.5倍に増加し、中央環状内側の首都高(中央環状含む)の渋滞損失時間が約3割減少するなど物流の円滑化や、千葉県へのアクセス経路のうち5割が外環道を利用して埼玉・北関東方面から訪れる為観光客の増加に寄与、国道298号に並行する県道での交通事故件数が約3割減少し安全性が向上するなど多くの整備効果があったと分析している。

## 路線状況

### 車線・最高速度
| 区間                  | 車線 上下線=内回り+外回り | 最高速度 |
| --------------------- | ------------------------- | -------- |
| 大泉JCT/IC - 和光北IC | 6=3+3                     | 80 km/h  |
| 和光北IC - 川口中央IC | 4=2+2                     | 80 km/h  |
| 川口中央IC - 川口JCT  | 6=3+3                     | 80 km/h  |
| 川口JCT - 高谷JCT     | 4=2+2                     | 80 km/h  |

近畿自動車道と同じく、道路照明灯は全線にわたり設置されている。

### 道路施設

#### サービスエリア・パーキングエリア
外環道にサービスエリア(SA)は設置されていない。休憩施設は現時点では新倉パーキングエリア (PA) のみとなっているが、外環八潮PA（仮称）が設置事業中である。
また、当高速道路上にはガソリンスタンドが設置されておらず、経由地によっては100 km近くにわたって給油ができないため、周辺のサービスエリア (SA) ・PAにはガス欠防止のため給油を促す標識が設置されている。
新倉PAの駐車場は、内回り・外回り共用(上下集約型)となっており、外環道はここでUターンを可能としている。

#### 主な橋梁
- 幸魂大橋（和光北IC - 戸田西IC） - 1,485 m

### 道路管理者
- 東日本高速道路 関東支社
  - 三郷管理事務所 : 全線

#### ハイウェイラジオ
- 大泉JCT付近（和光北IC - 大泉JCT 内回り）[24]
- 新倉PA付近（和光IC - 戸田西IC 外回り）[24]
- 美女木JCT付近（外環浦和IC - 美女木JCT 内回り）[24]
- 川口JCT付近（川口西IC - 川口JCT 外回り）[24]
- 川口JCT付近（草加IC - 川口JCT 内回り）[24]
- 三郷JCT付近（草加IC - 三郷JCT 外回り）[24]
- 三郷南（三郷南IC - 三郷JCT 大泉方面）
- 菅野（市川北IC - 京葉JCT 高谷方面）

### 料金
2017年（平成29年）2月25日までは、当時の開通区間（大泉IC/JCT - 三郷南IC）は、距離に関わらず均一料金だったが、圏央道境古河IC - つくば中央IC間の開通に合わせて、2月26日午前0時からETC利用を基本とする対距離制へ移行し、それに先立ち2017年（平成29年）1月11日より、外環道IC・JCT出口でのETC料金徴収が始まった。
これは2016年（平成28年）4月1日、国土交通省による「首都圏の新たな高速道路料金」に基づくもので、高速自動車国道の大都市近郊区間の水準（普通車29.52 円/km・税抜き）に統一されることとなった。しかし、この基準をそのまま当てはめると、2017年2月25日時点での最長区間（大泉IC/JCT - 三郷南IC）の料金が1230円（普通車）となり、それまでの均一料金510円から大幅値上げとなってしまうため、以下の激変緩和措置が講じられることとなった。
- 当面の間は、ETC利用車に対して「上限料金」および「下限料金」を設定している（2018 (平成30)年6月2日に開通区間が増えたため、上限料金が値上げされた）。

|          |          | 軽・普二輪・大二輪 | 軽・普二輪・大二輪 | 普通車   | 普通車   | 中型車   | 中型車   | 大型車   | 大型車   | 特大車  | 特大車  |
| 下限料金 | 上限料金 | 下限料金           | 上限料金           | 下限料金 | 上限料金 | 下限料金 | 上限料金 | 下限料金 | 上限料金 |         |         |
| -------- | -------- | ------------------ | ------------------ | -------- | -------- | -------- | -------- | -------- | -------- | ------- | ------- |
| ETC車    | ETC車    | 250円              | 850円              | 270円    | 1,020円  | 290円    | 1,190円  | 340円    | 1,570円  | 450円   | 2,510円 |
| 現金車   | 現金車   | 850円              | 850円              | 1,020円  | 1,020円  | 1,190円  | 1,190円  | 1,570円  | 1,570円  | 2,510円 | 2,510円 |

|          |          | 軽・普二輪・大二輪 | 軽・普二輪・大二輪 | 普通車   | 普通車   | 中型車   | 中型車   | 大型車   | 大型車   | 特大車  | 特大車  |
| 下限料金 | 上限料金 | 下限料金           | 上限料金           | 下限料金 | 上限料金 | 下限料金 | 上限料金 | 下限料金 | 上限料金 |         |         |
| -------- | -------- | ------------------ | ------------------ | -------- | -------- | -------- | -------- | -------- | -------- | ------- | ------- |
| ETC車    | ETC車    | 250円              | 630円              | 270円    | 750円    | 290円    | 860円    | 340円    | 1,120円  | 450円   | 1,770円 |
| 現金車   | 現金車   | 630円              | 630円              | 750円    | 750円    | 860円    | 860円    | 1,120円  | 1,120円  | 1,770円 | 1,770円 |

- 外環道と放射高速道路との1JCT間（大泉JCT - 川口JCT間、川口JCT - 三郷JCT、三郷JCT - 高谷JCT間）の利用について、2017年2月25日までの料金に据置。
- 新倉PAでUターンしたETC車については、走行距離に応じて道路課金するが、最高でも上限料金までの料金徴収で打ち切る（例：市川北IC→新倉PA→市川南IC、市川南IC→新倉PA→三郷南ICは普通車の場合、ともに上限の1,020円）。
- 現金車については「若干の例外措置」があり、末端部のみの利用（内回り：和光IC・和光北IC → 大泉JCT、外回り：川口中央IC〜京葉JCT → 高谷JCT）では、上記現金車の一律金額より安価になる区間が存在する。
- 外環道と他の高速道路とは、ターミナルチャージを別途支払う[29]。

この激変緩和措置により、極端な値上げにはならなかったが、国土交通省の意図した「発・着地点が同一ならば利用ルートに関わらず同一料金」が崩れ、複雑な料金体系となったことへの批判がある。

#### 均一料金時代
2017年（平成29年）2月25日まで、走行距離に関わらず、ETC車も均一料金であった。
| 種別         | 軽自動車 普二輪 大二輪 | 普通車 | 中型車 | 大型車 | 特大車  |
| ------------ | ---------------------- | ------ | ------ | ------ | ------- |
| 現金車 ETC車 | 410円                  | 510円  | 620円  | 870円  | 1,290円 |

#### ETC割引
時間帯割引
大都市近郊区間扱いであり、2014年（平成26年）4月1日以降は深夜割引（30%割引）のみとなっている。
外環道迂回利用割引
2016年（平成28年）4月1日開始。首都高速道路の交通分散を図るため、首都高速都心環状線内の出入口を発着して放射高速道路（東北道、常磐道、東関東道、首都高速埼玉大宮線）通行する車が、迂回して外環道の1JCT間を通行する場合、外環道の通行料金を全額免除。大泉JCT - 美女木JCT間は割引対象外。
- 下り方向（都心から放射高速へ）の場合、首都高速出口から外環道の入口料金所までを1時間以内、かつ、外環道の入口料金所から放射高速入口（NEXCO路線は本線料金所、埼玉大宮線は入口アンテナ）までを、2時間以内に通過しなければならない。上り方向（放射高速から都心へ）の場合、放射高速出口（NEXCO路線は本線料金所、埼玉大宮線は出口アンテナ）から外環道入口料金所までを、1時間以内、かつ、外環道入口料金所から首都高速入口までを、2時間以内に通過しなければならない。

### 交通量
24時間交通量（台） 道路交通センサス
| 区間                                    | 平成17（2005）年度 | 平成22（2010）年度 | 平成27（2015）年度 | 令和3（2021）年度 |
| --------------------------------------- | ------------------ | ------------------ | ------------------ | ----------------- |
| 東名JCT以南間                           | 未開通             | 未開通             | 未開通             | 未開通            |
| 東名JCT - 大泉IC/JCT間                  | 未開通             | 未開通             | 未開通             | 未開通            |
| 大泉IC/JCT - 和光IC                     | 70,908             | 79,893             | 79,231             | 74,365            |
| 和光IC - 和光北IC                       | 82,423             | 89,997             | 88,435             | 82,640            |
| 和光北IC - 戸田西IC                     | 86,333             | 94,860             | 93,065             | 87,785            |
| 戸田西IC - 美女木JCT                    | 82,090             | 88,522             | 87,952             | 82,286            |
| 美女木JCT - 戸田東IC                    | 72,306             | 80,382             | 76,053             | 71,753            |
| 戸田東IC - 外環浦和IC                   | 78,018             | 86,611             | 81,918             | 78,762            |
| 外環浦和IC - 川口西IC                   | 85,701             | 94,653             | 91,216             | 88,475            |
| 川口西IC - 川口中央IC                   | 76,235             | 86,117             | 82,858             | 80,031            |
| 川口中央IC - 川口JCT                    | 79,999             | 90,843             | 87,850             | 88,000            |
| 川口JCT - 川口東IC                      | 63,422             | 79,743             | 78,267             | 92,794            |
| 川口東IC - 草加IC                       | 65,416             | 82,844             | 81,231             | 96,426            |
| 草加IC - 外環三郷西IC                   | 50,945             | 67,178             | 67,248             | 87,435            |
| 外環三郷西IC - 三郷JCT                  | 32,153             | 60,287             | 59,426             | 60,704            |
| 三郷JCT - 三郷中央IC（旧外環三郷東TB）  | 調査当時未開通     | 18,970             | 19,770             | 67,875            |
| 三郷中央IC（旧外環三郷東TB） - 三郷南IC | 調査当時未開通     | 21,866             | 22,051             | 71,581            |
| 三郷南IC - 松戸IC                       | 調査当時未開通     | 調査当時未開通     | 調査当時未開通     | 57,801            |
| 松戸IC - 市川北IC                       | 調査当時未開通     | 調査当時未開通     | 調査当時未開通     | 71,745            |
| 市川北IC - 市川中央IC                   | 調査当時未開通     | 調査当時未開通     | 調査当時未開通     | 66,035            |
| 市川中央IC - 京葉JCT                    | 調査当時未開通     | 調査当時未開通     | 調査当時未開通     | 73,445            |
| 京葉JCT - 市川南IC                      | 調査当時未開通     | 調査当時未開通     | 調査当時未開通     | 39,386            |
| 市川南IC - 高谷JCT                      | 調査当時未開通     | 調査当時未開通     | 調査当時未開通     | 29,046            |

（出典：「平成22年度道路交通センサス」・「平成27年度全国道路・街路交通情勢調査」・「令和3年度全国道路・街路交通情勢調査」（国土交通省ホームページ）より一部データを抜粋して作成）

### 渋滞
2018年に千葉区間が開通したことにより、全線にわたり交通量が増加した。開通前後における川口JCT - 三郷JCTの区間の比較では、渋滞回数が外回りで43回から289回、内回りでは34回から538回と大きく増加した。2020年には、外回り外環三郷西IC出口からの流出をスムーズにする改良工事や、サグ付近に速度低下を警告する看板、ペースメーカーライトの設置を完了した。

## 地理

### 通過する自治体
- 東京都
  - 練馬区
- 埼玉県
  - 和光市 - 戸田市 - さいたま市南区 - 川口市 - 草加市 - 八潮市 - 三郷市
- 東京都
  - 葛飾区
- 千葉県
  - 松戸市 - 市川市

## ギャラリー

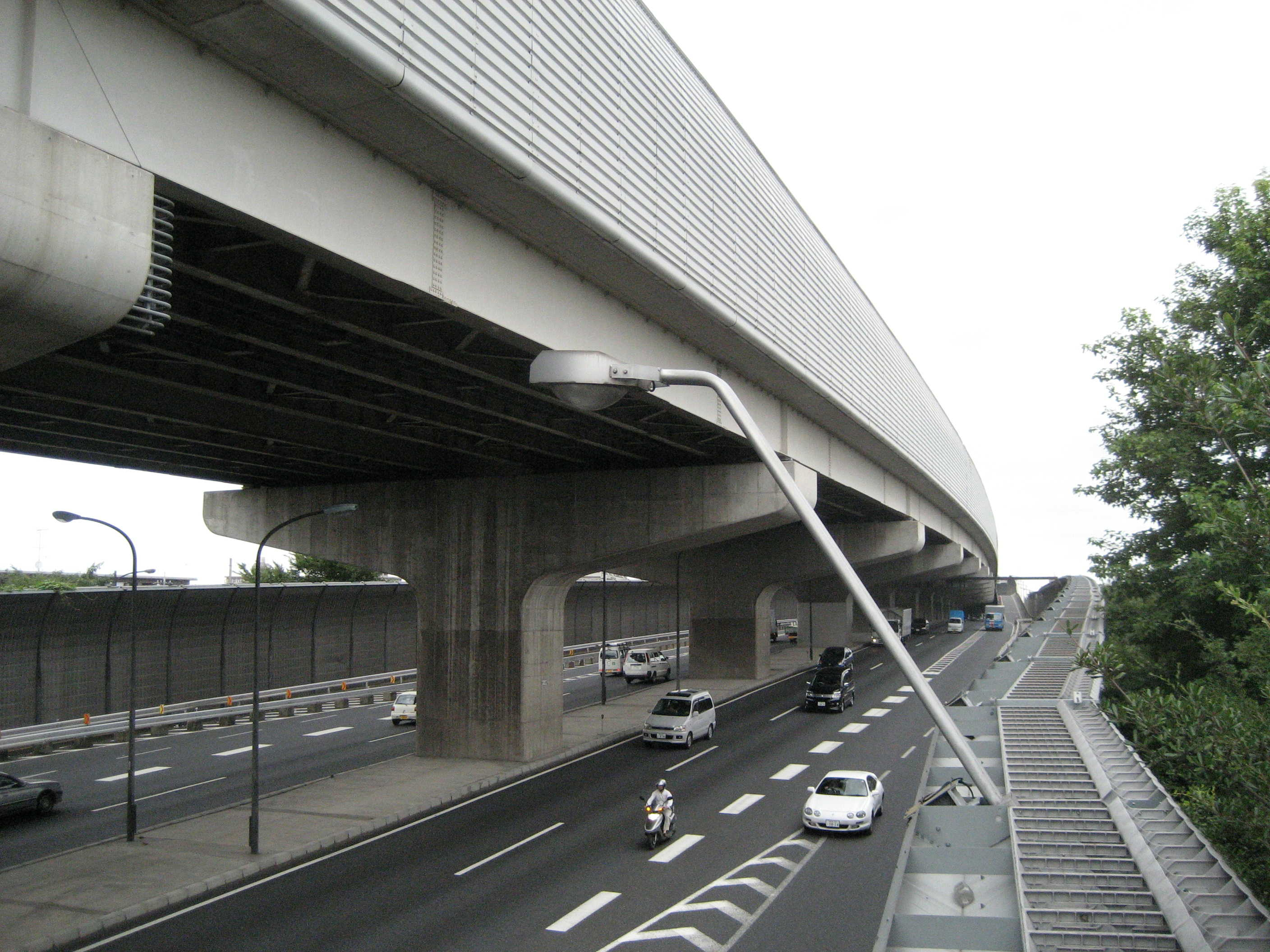
外環道と下を走る国道298号
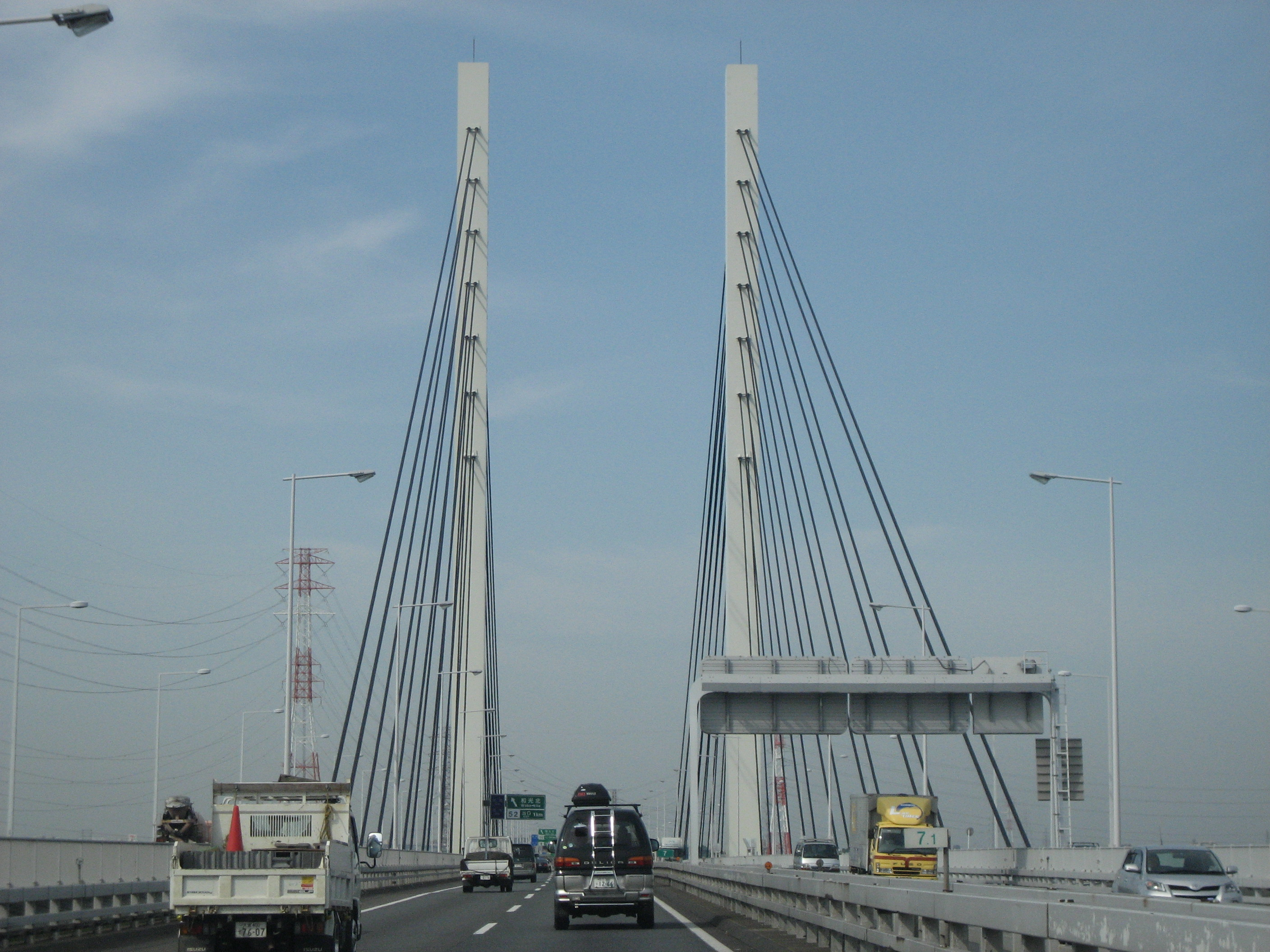
幸魂大橋
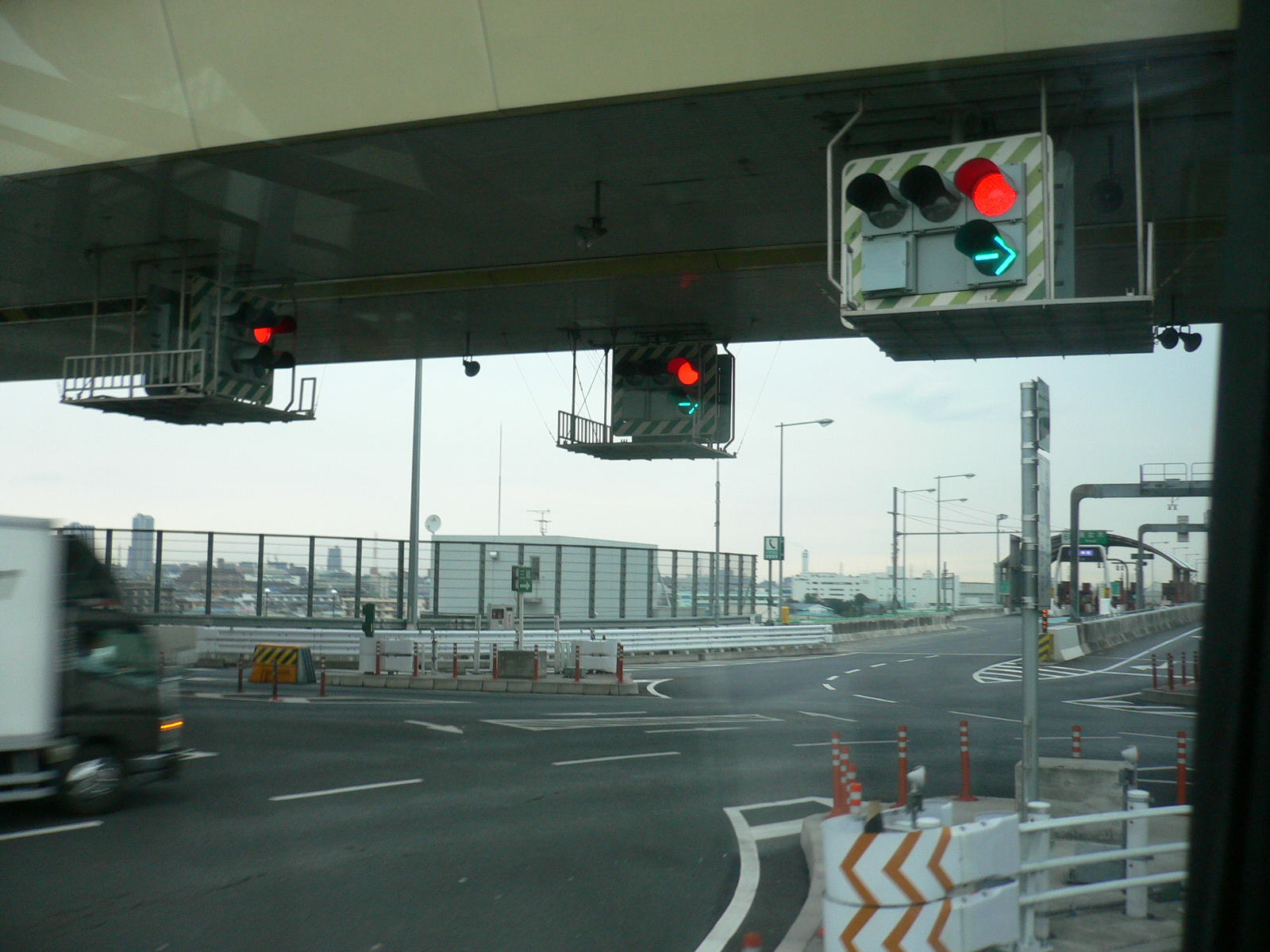
美女木JCT

大泉JCT - 新倉PAにかけては急カーブが連続し、大泉付近では大型車の横転事故が多発、さらに大部分がトンネルで見通しが悪くなっている。美女木JCTの首都高速道路 - 外環連絡道路には、高速道路では全国でも珍しい交通信号機付きの平面交差点が整備されている。